# 오정방 선생 신도비
오정방 선생 신도비는 경기도 안성시 양성면 덕봉리에 있는 조선시대의 신도비이다. 1986년 5월 22일 안성시의 향토유적 제22호로 지정되었다.

## 개요
오정방(1552∼1625) 선생은 조선 선조, 인조의 때 무신으로 자는 영언(英彦), 호는 퇴전당(退全堂), 본관은 해주(海州)로 수천(壽千)의 아들로 태어났으나 수억(壽億)에게 입양되었다. 부령부사(富寧府使), 정평부사(定平府使), 지증추부사 겸 부총관, 포도대장, 군기시제조를 역임했다. 
선조 37년(1604) 전라도 병마절도사, 이듬해 경상우도 병마절도사, 황해도 병마절도사 등을 역임하였다. 광해군 때 폐모론(廢母論)이 일어나자 사직, 1623년 인조반정 후 포도대장 • 경상좌도 병마절도사를 지냈고, 이괄의 난 때는 인조를 공주로 호종했으며, 병조판서에 추증되었고, 시호는 정무(貞武)이다. 
양성면 덕봉리 뒷산 묘소 아래 위치한 신도비는 대리석 비신과 동일석의 이주에 장방형의 화강암 비좌를 갖추었고, 이수(螭首)는 두 마리의 용두(龍頭)가 정면을 향해 사실적으로 조각되어있었으며 풍화로 점차 검게 변해지고 있다. 
비신 상단에 횡서(橫書)로 <경상우도 병마 절도사 오공 묘비명(慶尙右道兵馬節度使吳公墓碑銘)>이란 전자(篆字)에 비제(碑題)를 <유명조선국 가선 대부 경상우도 병마 절도사겸 진주 목사 오공 묘비명 병서(有明朝鮮國嘉善大夫慶尙右道兵馬節度使 兼 晋州牧使 吳公墓碑銘 幷序)>라 했다. 
말미에는 <숭정갑신 후 오십 오년 계 무인 7월 일입 崇禎甲申後五十五年 季戊寅七月日立>이란 설립 연대가 새겨 있어, 1699년(숙종25)에 건립되었음을 알 수 있으며, 비문은 이경석(李景奭) 선생이 글을 짓고, 김수증(金壽增) 선생이 글씨와 전을 맡았고, 비신의 높이는 190cm이고 폭이 87cm이며, 두께 29cm의 규모이다.

## 참고 자료
- 오정방 선생 신도비 - 안성문화관광/시지정문화재